# Аббема, Фредерикус
Фредерикус Аббема (нидерл. Fredericus Abbema; ? — июль 1659, Тернате) — голландский проповедник, наравне со своим отцом был активным участником противостояния городского и церковного совета Гауды, на стороне последних. Следом за этим, решил пойти по стопам своего старшего брата Аббема Исаака, и стать в результате этого священником.. Будучи женатым на Сесилии дю Вайер, в конце жизни отправился в Индонезию дабы проповедовать там, однако довольно-скоропостижно скончался.

## Биография
Родился в семье викария Гауды, потерявшего свой пост из-за конфликта с правительством города. Пойдя по стопам отца, Фредерикус Аббема стал в 1636 году пастором Полсбрука, а в 1640 Мордрехта и Гаудерака. Через шесть лет церковь назначила его проповедником Гауды, но приступить к исполнению обязанностей он так и не смог из-за того, что эту должность уже занимал Якобус Ссеперус. Местные жители не одобрили появление в Гауде второго пастора и попытались помешать ему вести проповеди. Так несколько женщин преградили ему вход в церковь, одновременно с этим мешая ему говорить, что привело к его драке с прихожанами. Результатом конфликта стало отстранение Аббемы с этого поста из-за того, что Ссеперус взял под защиту женщин, участвовавших в драке, среди которых была и его служанка. 14 февраля 1656 года Аббема на корабле Арнем прибыл в Батавию откуда позже перебрался на остров Тернате, где умер в 1659 году.

## Семья
Аббема был женат на Сесилии дю Вайер. Их дочь Элисабет Аббема; вышла замуж за губернатора Амбона Симона Якобсона в 1656 году, овдовела, затем  в 1664 году  вышла замуж за генерал-губернатора Голландской Ост-Индской компании вдовца Йохана (Яна) Мацуйкера.